# Chemical Communications
Chemical Communications nebo také ChemComm, dříve známý jako Journal of the Chemical Society D: Chemical Communications (1969–1971) či Journal of the Chemical Society, Chemical Communications (1972–1995), je peer review časopis vydávaný Královskou chemickou společností. Zabývá se všemi odvětvími chemie. Od ledna 2012 je jeho periodicita 100 vydání za rok. Současným předsedou redakční rady je Douglas Stephan.

## Indexování
Časopis je abstrahován a indexován v:
- Chemical Abstracts[1]
- Science Citation Index Expanded
- Current Contents/Physical, Chemical & Earth Sciences
- Scopus
- Index Medicus/MEDLINE/PubMed[3]

Podle Journal Citation Reports měl časopis v roce 2020 impakt faktor 6,222.